# Macabro

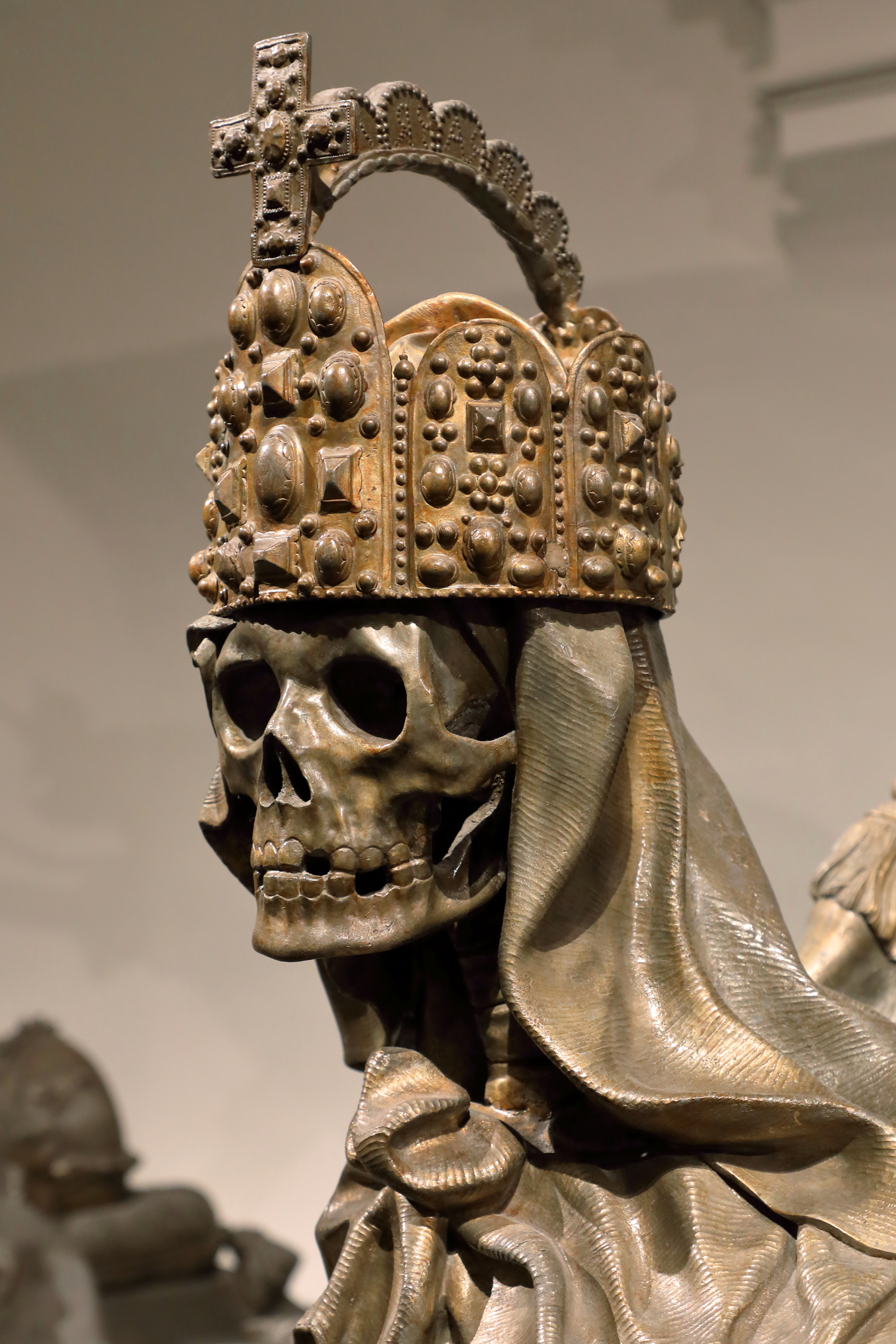
Una calavera con la corona imperial del Sacro Imperio Romano, en el sarcófago del emperador Carlos VI en la cripta de la iglesia de los Capuchinos en Viena, Austria.

El término macabro (de etimología aún dudosa) se aplica a un tipo de obras artísticas y literarias, caracterizadas por una atmósfera lúgubre y con relación con la muerte y su imaginería, sobre la que se hace énfasis en sus detalles y símbolos. Los temas macabros son a menudo de interés para la subcultura gótica y para la cultura relacionada con el death metal y el black metal.

## Historia
Es poco común encontrar elementos macabros en los antiguos autores griegos o latinos; hay rastros de los mismos en Apuleyo y en El Satiricón. En la literatura inglesa son considerados autores más o menos macabros John Webster, Robert Louis Stevenson, Mervyn Peake, Charles Dickens y Cyril Tourneur. En la literatura estadounidense se recuerda especialmente a Edgar Allan Poe y H. P. Lovecraft. 
El término adquirió su importancia a partir de su uso en la expresión francesa la danse macabre (‘Danza de la Muerte’) para aludir a la representación alegórica del omnipresente y universal poder de la muerte. La forma típica que adopta esta alegoría es la de una serie de pinturas o esculturas en las que la Muerte se aparece, bien como esqueletos bailando o como cadáveres encogidos en sus sudarios, a gente representativa de todas las edades y circunstancias de la vida, y les lleva a bailar a la sepultura. De los numerosos ejemplos pintados o esculpidos en las paredes de los claustros de las iglesias por toda la Europa medieval se conservan pocos, con la excepción de los grabados.
Así, la famosa serie de Basilea, originalmente en un convento de Klingenthal, data de principios del siglo XIV. A mediados del siglo XV fue trasladada al patio del Predigerkloster de Basilea y restaurada, probablemente por Hans Kluber, en 1568. El derrumbe del muro en 1805 la redujo a fragmentos, por lo que se solo se conservan dibujos. Una Danza de la Muerte en su forma más simple se conserva en la Marienkirche de Lübeck como pintura del siglo XV en las paredes de una capilla. En ella aparecen veinticuatro figuras en parejas, entre las que hay una Muerte danzante enlazando los grupos con sus manos extendidas, guiando a todo el anillo una Muerte tocando una flauta. En Dresde hay una serie de esculturas a tamaño natural en el antiguo Neustädter Kirchhof, llevado allí desde el palacio del Duque Jorge en 1701 tras un incendio. En el claustro de la iglesia de Saint-Maclou de Ruan también se conserva una Danza de la Muerte esculpida. Había un famoso fresco sobre el mismo tema en el claustro de la Antigua Catedral de San Pablo de Londres, y otra en la hoy destruida Capilla Hungerford de Salisbury, de la que solo se conserva un único grabado, la Muerte y el Galán. De las muchas reproducciones grabadas, la más famosa es la serie dibujada por Holbein. El tema siguió inspirando a los artistas y músicos mucho después de la época medieval, siendo un ejemplo el cuarteto de cuerda La Muerte y al Doncella (1824) de Schubert. En el siglo XX, la película El séptimo sello (1957) de Ingmar Bergman incluía una Muerte personificada, lo que podría considerarse macabro.

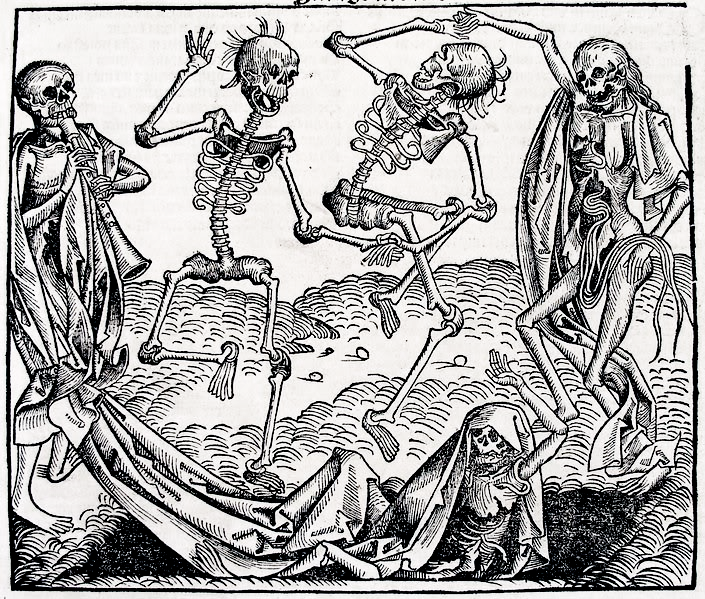
La Danza de la Muerte de Holbein.

El origen de esta alegoría pictórica y escultórica está discutido. Aparece tan pronto como en el siglo XIV, y a menudo ha sido atribuida a la abrumadora conciencia de la presencia de la muerte debido a la peste negra y las miserias de la Guerra de los Cien Años. También se ha atribuido a una forma de moralidad, un diálogo dramático entre la Muerte y sus víctimas en todas las épocas de la vida, terminando en un baile fuera del escenario. El origen de la peculiar forma que adoptó la alegoría puede hallarse en los esqueletos danzantes de los sarcófagos romanos tardíos y las pinturas murales de Cumas o Pompeya, y se ha expuesto una falsa relación con El Triunfo de la Muerte, atribuido a Orcagna, en el cementerio de Pisa.

## Etimología
La etimología de la palabra «macabro» es incierta. Según Gaston Paris aparece por primera vez con la forma macabré en el Respit de la mort (1376) de Jean Le Fèvre («Je fis de Macabré la danse»), considerando esta forma acentuada como la auténtica, y remontando el nombre al del primer pintor del tema.
La explicación más común se basa en el nombre latino, Machabaeorum chorea (‘baile de los macabeos’). Los siete hermanos torturados, con su madre y Eleazar, eran personajes prominentes en esta hipótesis de los supuestos diálogos dramáticos.
Aunque Corominas acepta que la palabra castellana macabro deriva del francés, como se acaba de explicar; otros afirman que la palabra macabre procede del hebreo מן הקבר (min hakéver, ‘desde la tumba’).
Se han sugerido otras relaciones, por ejemplo con San Macario, el ermitaño, quien según Vasari podría identificarse con la figura señalando a los cadáveres corruptos en el Triunfo de la Muerte pisano.
Vicente Garrido Diego contempla la posibilidad de que la palabra macabre derive del árabe مقبرة (maqbarah, ‘cementerio’), que castellanizada aparece como «almacabra».
De todos modos, como indica Gamillscheg, no hay seguridad sobre cuál de las etimologías es la correcta.